# 上田尋
上田 尋（うえだ ひろ、1971年11月11日 - ）は女優・舞台役者。162cm、46kg。

## 来歴
文教大学付属高校卒業、舞台芸術学院ミュージカル科 基礎科修了、昭和音楽芸術学院ミュージカル科 卒業。
1992年、劇団Acting Troupeあしゅらむ(A.T.A)の旗揚げ公演より加入。主にオリジナルミュージカルの上演を行い、劇団解散までの約13年間活動。在団中はオリジナル作品の全ての作詞および歌唱指導を行う。A.T.Aでは唯一、本公演・若手公演含む全ての公演に出演した。
2014年2月のオーディションにて劇団時来組に入団するが、2016年5月に劇団解散にて退団。(2018年12月に劇団時来組は再始動)
以後フリー。

## 出演舞台(近年)
- 2018年12月 時来組第50回公演『志士たち』相模屋女将役(俳優座劇場)
- 2018年10月 ACT GAME第５回戦 B『母に酷』浅井貴子役(上野ストアハウス)
- 2018年9月 ぷろじぇくと☆ぷらねっと第11回公演『プロミスト・ランド』思(おもひ)役(アトリエファンファーレ東新宿)
- 2018年5月 TOKYOハンバーグ＋Stone Age ブライアント合同公演『夜明け前、私たちは立ち上がる』伊藤洋子役(サンモールスタジオ)
- 2017年11月 TOKYOハンバーグProduce.vol22『しゃぼん玉の欠片を眺めて』正代美里役(サンモールスタジオ)
- 2017年10月 港北区民ミュージカル ゲスト出演  『イノベーション』 カノープス役(主演)(港北公会堂)
- 2017年7月  TOKYOハンバーグ+B.LET'S合同公演『纏わるひとびと』 相場 愁子役(新宿サンモールスタジオ)
- 2017年4月  TOKYOハンバーグProduce vol.21 『KUDAN』 ステラ役(座・高円寺1、伊勢市観光文化会館)
- 2016年10月 港北区民ミュージカル ゲスト出演『CONNECT』芸者 小夏役（港北公会堂）
- 2016年8月 かながわミュージカルサミット『アッと紅葉坂上』ブックバリュー（主役）（神奈川県 青少年センターホール）
- 2016年4月〜5月 時来組公演 大改訂版『そして龍馬は殺された』遊郭の女将役（俳優座劇場）
- 2015年12月 港北区民ミュージカル ゲスト出演『ウロボロス創世記』ルーシー役（準主役）（港北公会堂）
- 2015年11月 時来組公演『龍馬江戸番外編』遊郭女将役（神田日本酒祭 イベントステージ）
- 2015年10月 劇団マスク 旗揚げ公演【かくも賑やかな人々】橋下役（準主役）（テアトルフォンテ）
- 2015年7月 時来組公演（3人芝居）『台本(シナリオ)』幸代役『禁じられた遊戯(アソビ) 』早川役（アートスポットLADO）
- 2015年5月 うわの空・藤志郎一座公演【Palm〜タナゴコロ〜】ロサリオ役（紀伊国屋ホール）

## A.T.Aでの出演歴
- A.T.A公演多数。(全て主演または準主演)

『NIPPON CHA! CHA! CHA!』(アキコ役)
『拝啓、坂本龍馬様』(お光役)
『GHOSTS,BE AMBITIOUS！〜幽霊よ、大志を抱け〜』(サラ役)
『スミマセン 番号間違えました』(ミセス スティーブンソン役)
『HAPPY SMILE！〜大統領はつらいよ〜』(ジュリア役)
『ARE YOU HAPPY?〜これでいいのかな〜』(メグ役)
『I Wish!』(ダイアナ役)
『Happy Birthday!』(ジェーン役)
『GHOSTS,BE AMBITIOUS！〜幽霊よ、大志を抱け〜(再演)』(モニカ役)
『俺たちの狂騒曲(コンチェルト)』(女役)
『人間になりたかったたぬき』(あゆみ役)

## 他、出演歴
- 時来組公演【湯浅桂樹の頭ん中】@アートスポットLADO
- 郡司行雄プロデュース【ニューナイトライフエンターテイメント】　＠仙川郡司行雄スタジオ
- 鈴木清純ミュージカル【よめとり】　＠明治記念館
- パルテノン多摩サイエンスシアター【ライト兄弟】＠パルテノン多摩
- 劇団まんだら【雨】＠深川江戸資料館小劇場
- 劇団まんだら【大菩薩峠】＠シアタートラム
- 劇団帰ってきたえびす【鰓男】＠東京芸術劇場小ホール

ラジオドラマ【ありんこフライアウェイ】アツコ役(甲府FM)
映画【劇場版 米寿の伝言】
他、企業PV、ラジオゲスト、イベントなど多数出演